# 주라지 브란코비치
주라지 브란코비치(세르비아어: Ђурађ Бранковић / Đurađ Branković, 1377년 ~ 1456년 12월 24일)는 1427년에서 1456년까지의 세르비아 전제공이자 헝가리 왕국의 남작이다. 그는 세르비아어, 슬라브어, 라틴어, 그리스어 필사본들을 많이 수집하였으며, 그의 수도 스메데레보를 세르비아 문화의 중심지로 만들었다. 그는 세르비아의 군주 자리를 차지한 브란코비치 가의 첫 창시자이다.

## 어린 시절
그의 아버지는 부크 브란코비치이고 어머니는 라자르 흐레벨랴노비치의 딸인 마라 라자레비치 브란코비치이다. 그의 아내는 비잔티움 제국의 황녀이자 요안니스 6세의 손녀인 이리니 칸타쿠지니이다.
전제공 스테판은 주라지의 아버지인 부크가 대립에서 얻어낸 그의 세습 영지의 일부를 그에게 나눠주었다. 부크는 스테판이 오스만과의 의무를 저버리고 헝가리와 합류했을 때, 두 친척간의 내전을 부채질할 목적으로 오직 복수만을 위해 부크는 무사와 친구가 돼주기로 오스만 튀르크와 약속을 맺었다. 이 분쟁은 10년이나 벌어졌었다. 일단 화해를 하자, 스테판은 부크의 아들 주라지에게 최대의 이익을 주려 하였다. 주라지가 스테판의 자리를 계승할 때, 그는 1427년에 50세로 나이가 많았었다.

## 통치 시기
전제공 스테판이 사망하자(1427년 7월 19일), 군주 지기스문트는 전제공 스테판의 후계자로 여겨지던 그의 조카에 대한 계약의 의무를 완수해내는데 서둘렀다. 9월 17일부터 11월 19일까지 그는 공식적으로 그가 넘겨받은 베오그라드에 있었다. 그 당시 베오그라드는 헝가리어로 난도르알바(Nandor Alba)와 난도르페예르바르(Nandor Fejervar)라는 새로운 지명으로 알려져있었다. 같은 시기 주라지는 마치바 북부로 돌아왔으며, 왕의 승인과 함께 마치바 남부와 서부, 발레보, 크루판, 자야차를 유지하였다. 한편 골루바츠의 사령관 보이보다 예레미야(Jeremija)는 12,000 두카트 없이는 헝가리인들에게 도시의 통제권을 넘겨주지 않을려 하였다. 그가 그 값을 거부하자, 그는 오스만에게 이 도시를 두고 항복하고 말았다.

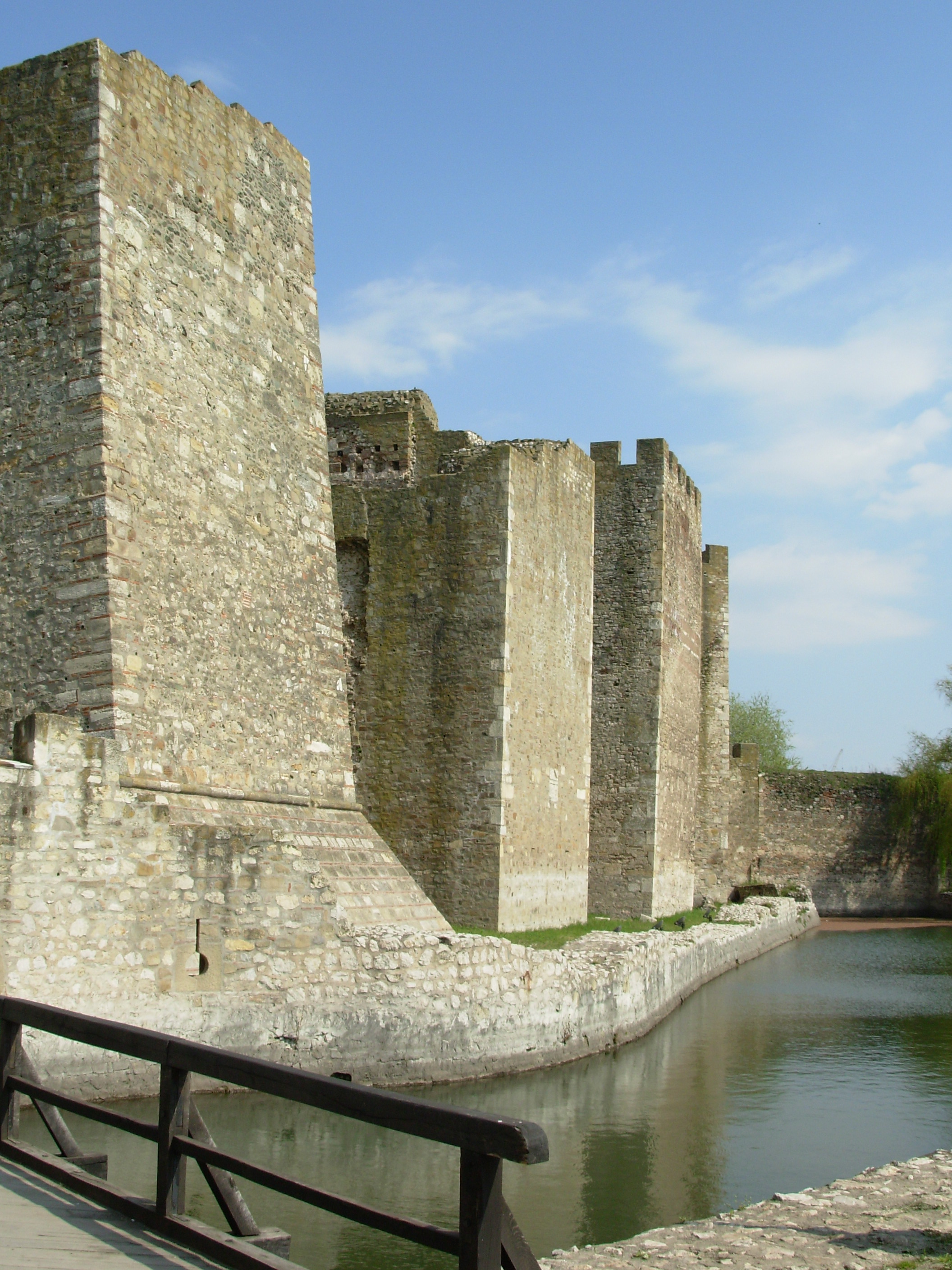
브란코비치 가의 통치 시기 동안 세르비아 전제국의 수도인 스메데레보 요새.

오스만의 술탄이 이 계승에 대해 반응을 취했으며, 헝가리의 영향력은 세르비아에 군대를 보내 니시, 크루셰바츠를 정복하고 노브 브르도를 포위하지 않으면 안된다고 느끼게 되었다. 오스만의 술탄에 의해 약해진 세르비아에서 그의 권위를 유지하고자, 지기스문트 왕은 전제공 주라지와 그의 군대를 보냈다. 연합군은 1427년 11월 19일 라바니카 인근에서 오스만의 파견군에 의해 괴멸당했다. 또다른 오스만 파견군이 골루바츠에서 시작하여 특히 브라니체보 같은 인근 세르비아와 헝가리 지역을 공격하였다. 전제공 주라지는 굴루바츠로 가서 예레미야에게 용서를 약속했으며, 도시를 되찾을 모든 방법을 시도했다. 예레미야가 거절하지 안했더라면, 그는 전제공의 수행단을 도시에 들어서자 마자 공격했을 것이다. 1428년 봄에 새로운 헝가리군이 골루바츠에 도착했고 땅과 다뉴브 강 양측에서 공성을 시작하였다. 이 도시의 중요성은 지기스문트 왕이 직접 군대를 이끌고 오는 사실로 더욱 분명해졌다. 그러나 술탄 무라드도 용기를 북돋고 그가 얻어낸 지역들을 지원하기 위해 직접 원정에 나섰으며, 5월 말 지기스문트를 이어 그는 브라니체보에 도착했다. 압도적이던 술탄과 직접 전투에 돌입하기 싶어 하지 않던 지기스문트는 서둘러 강화 조약을 채결했다. 헝가리군이 5월 첫째 날에 철수를 시작하자, 오스만군은 그들의 뒤를 공격했지만, 마르코 데 센틀라츨로(Marko de Sentlaszlo)의 희생으로 헝가리군은 이 재앙에서 벗어날 수 있었다. 이 분쟁으로, 골루바츠 인근 달시(Daljš) 수두원등이 있는 세르비아의 남부, 동부는 큰 충격을 받았다. 수도원의 기록에서 지기스문트는 이교도 또는 비기독교 황제(car jezičeski)라 부르던 오스만의 술탄을 "우리의 황제" (naš car)라고 처음으로 불렀다고 한다.
오스만 튀르크가 1430년에 테살로니키를 점령하자, 주라지는 그곳 시민들에 대한 몸값을 지불하였지만, 그의 속국들을 피하지 못하였고 그의 아들들을 두라초를 포위하고 존 카스트리오티를 공격하던 오스만군에 합류시켰다.

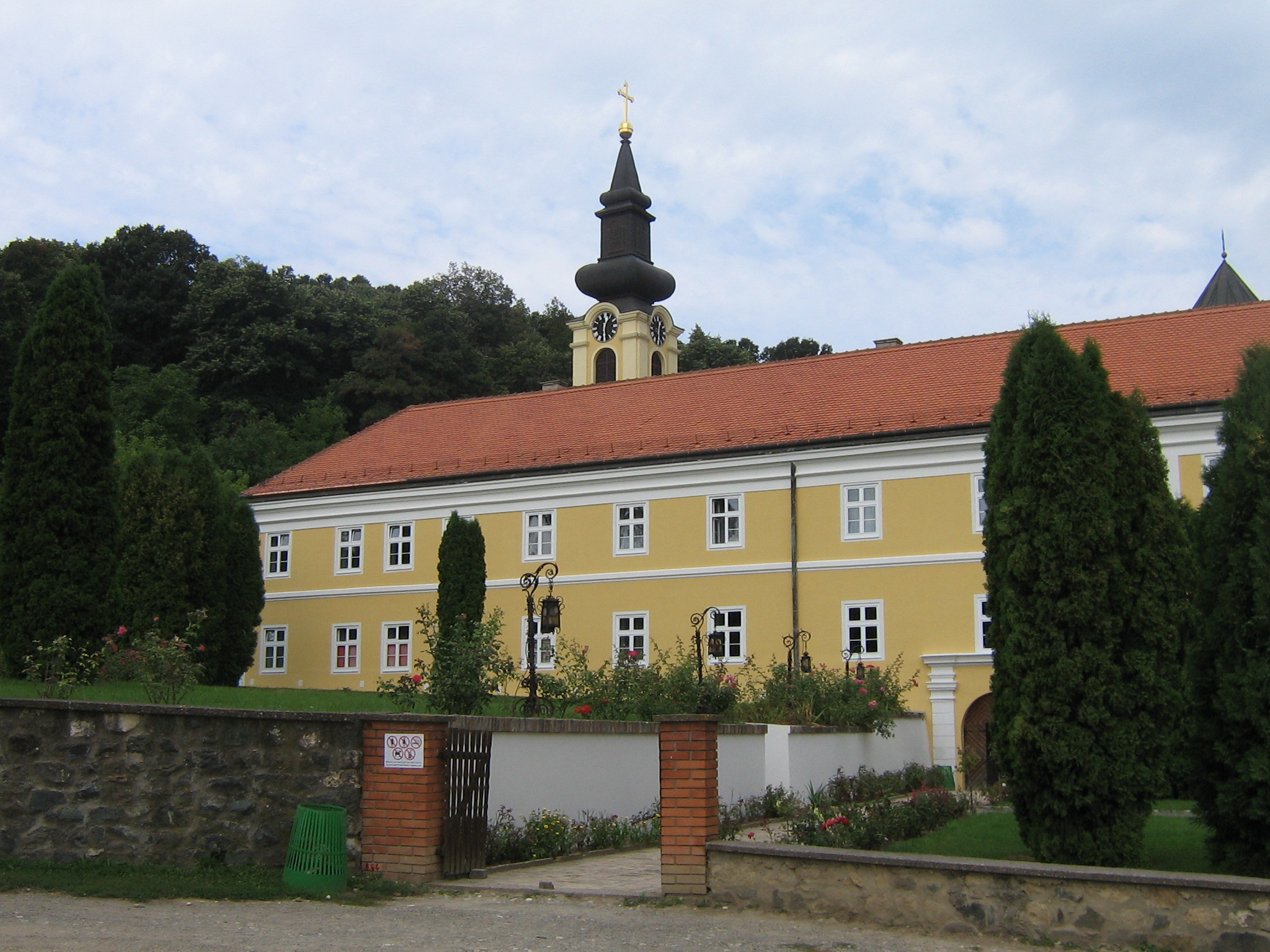
노보 호포보 수도원은 주라지 브란코비치에 의해 세워졌다.

그의 통치 시기 동안 세르비아의 수도는 2차 코소보 전투 이후 스메데레보 (베오그라드 인근)로 옮겨졌다. 그는 그의 작은 아버지인 전제공 스테판 라자레베치의 후계자로 임명된 후, 주라지의 통치는 새로운 분쟁들과 오스만 제국에 코소보와 메토히야를 상실로 특징지어졌다. 주라지는 스스로 헝가리 왕국과 동맹을 결성하기도 했다. 1439년에 오스만은 스메데레보를 점령했다. 주라지는 제문, 스렘스카미트로비차, 스타리슬란카멘, 쿠피노보, 베체이, 쿨핀, 추루그, 페트로보셀로, 아라치, 벨리키베치케레크, 브르샤츠등 그의 넓은 영지가 있던 헝가리로 도피를 했다.

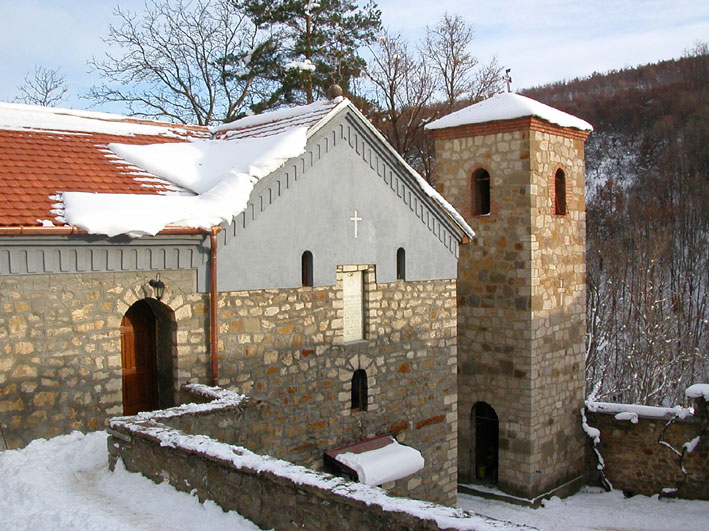
데비치 수도원은 주라지브란코비치에 의해 세워졌다.

전제공 주라지는 몇백명의 기병들과 그의 아내를 데리고 헝가리에서 제타로 향했다. 그는 처음으로는 그의 딸인 카타리나가 첼레 백작 울리히 2세의 아내로 있던 자그레브로 갔다. 그후 그는 1440년 7월 말에 두보르니크에 도착했고 며칠 후 그는 부드바와 그의 남은 전제공국의 새로운 수도인 바르로 여정을 계속하였다. 1441년 8월 주라지는 바르에 도착했고 1440–41년 겨울이 끝날때까지 머물렀다. 그곳에서 그는 오스만에게 잃은 세르비아 전제국의 영토를 탈환할 군대를 동원하려 하였다. 그가 제타를 방문했을 동안, 그는 노보브르도에 있는 경비병들과의 연락 체계를 유지했었다. 주라지는 제타의 통치자였던 공작 코므넨(Комнен)을 상대로 츠르노예비치(Crnojević)가 제타에서 반란을 일으키며 낙심을 하고 만다. 브란코비치는 1441년 4월에 제타를 떠났다. 그는 처음에는 주라지를 오스만에게 넘겨달려고 요청을 받아 분노한 두보르니크에 머물렀다. 라구사인들은 두보르니크가 누구에게나 쉼터가 될 수 있는 자유의 도시라 설명하며 이 요청을 거절하였다. 그들은 또한 주라지가 두보르니크에 있으면 그가 오스만을 상대로 어떠한 행동도 하지 않을 것이라는 최고의 보장을 하겠다며 강조하였다.

## 바르나 십자군
1443년에 분쟁을 마친 후, 주라지는 니시 전투와 즐라티차 전투에서 뛰어난 역할을 했고 그 결과 오스만과 헝가리 왕국 사이에 세게드 조약(1444년)이 가능하게 되었다. 또한 강화 조약을 열망했던 무라트 2세는 두라지의 딸 마라와 혼인하였다. 1444년 3월 6일, 마라는 두라지에게 특사를 보냈으며, 그들의 논의는 오스만 제국과의 평화 협상을 시작하였다. 이 평화 조약으로 그의 세르비아 통치가 복원되었지만, 주라지는 그의 많은 영지들을 후녀디 야노시에게 뇌물로 줘야만 했었다. 1444년 8월 22일, 전제공은 스메데레보를 평화적으로 되찾았다.
이 평화는 같은 해에 바르나 전투로 끝이 나고만 바르나 십자군 전쟁 동안 후냐디와 브와디스와프 3세에 의해 깨지고 만다. 주라지의 헝가리와의 동맹이 멀어졌기 때문이였다. 헝가리의 섭정 후녀디 야노시가 이끄는 십자군들이 1448년 코소보폴레에서 무라트 2세의 군대에게 패배하고 말았다. 이는 남동유럽에서 오스만을 축출시켜내려는 중세 시대의 마지막 합심 시도였다. 헝가리가 후나디 살아있을 동안 코소보플레 전투에서 패배후 오스만을 상대로 버텨냈음에도, 헝가리 왕국은 16세기에 오스만의 손에 떨어지고 말았다. 주라지 역시도 1448년에 코소보에서 돌아 온지 얼마 안 된 잠깐의 시기인 스메데레보에서 후냐디에게 붙잡히고 말았다.

## 귀환과 죽음

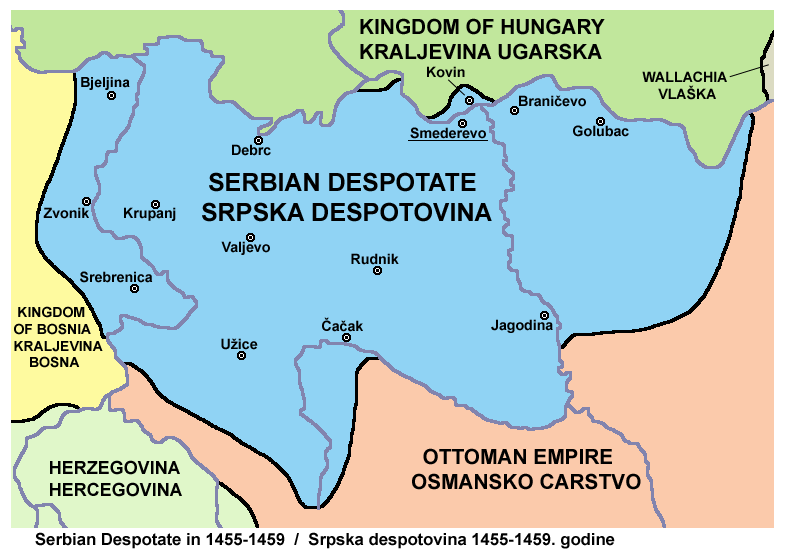
세르비아 전제국, 1455–1459

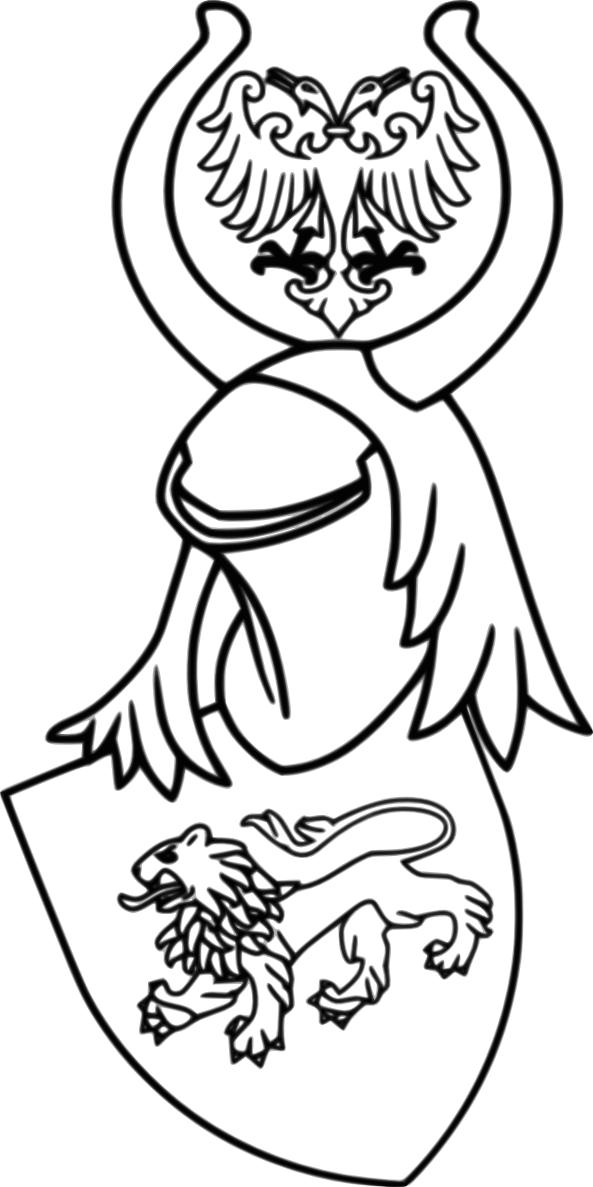
주라지의 많은 문장 중 하나

1456년 7월 14일 베오그라드 공성전에서 메메트 2세를 상대로 후냐디의 승리가 지난후, 이 지역의 상대적 평화가 시작되었다. 술탄은 아드리아노플로 물러났고, 주라지도 세르비아의 통치권을 되찾았다. 하지만 이 해가 지나기 전인 주라지는 79세의 나이로 사망하고 만다. 세르비아의 독립은 주라지의 미망인과 남은 아들과의 불화 후ㅡ, 오스만 제국이 그의 영지를 완전히 합병시키면서 1년 더 지속되었을 뿐이였다. 막내 아들인 라자르는 어머니를 독살하고 형제들을 추방시키며, 세르비아를 오스만의 예속국으로서 되돌렸다.

## 인물
에스피그메누 필사본에 채색된 그의 초상화에서 그를 약간의 수염을 한 모습으로 묘사한 반면, 1433년에 두라지의 손님이였던 베르트랑동 드 라 브로키에르는 그를 "좋은 군주이자 키가 큰 인물"이라고 말했다. 그는 동시대인들에게 유럽에서 가장 부유한 군주로 여겨졌었는데, 브로키에르는 노보브로도의 금광과 은광의 연간 수입은 200,000 베네치아 두카트에 이른다고 전했다. 수입의 다른 출처로는 헝가리 왕국에 있는 영지에서 나오는데, 비용을 헝가리 왕실에 댔었다. 그곳에서 연간 수입은 50,000 두캇으로 추정된다.

## 칭호

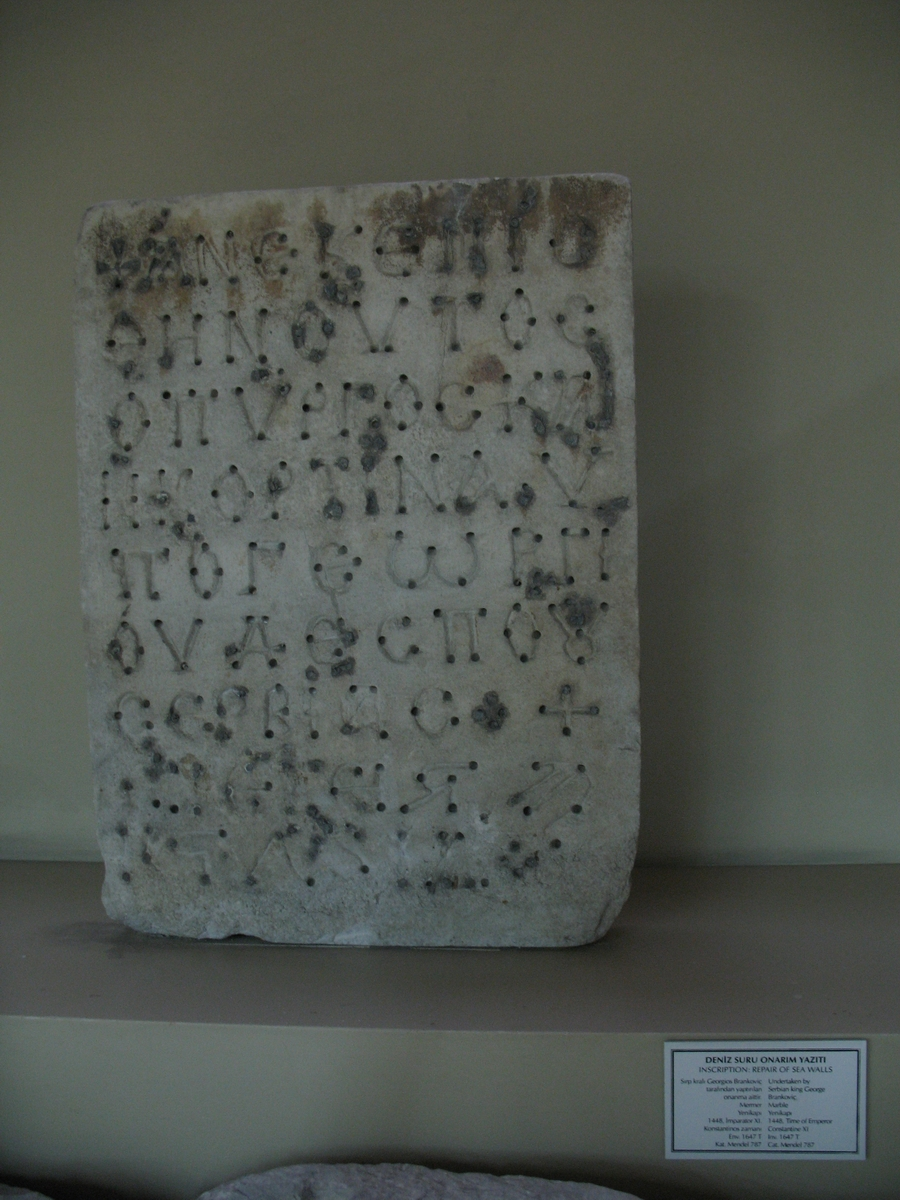
Marble plate of Despot Đurađ on the reconstruction of the Walls of Constantinople in 1448, during the reign of Constantine XI Dragaš Palaiologos, today in Istanbul Archaeological Museum.

- "라시아 왕국의 전제공이자 알바니아의 군주" (Nos Georgius dei gracia Regni Rascie despotus et Albanie dominus and illustres principes, dominus Georgius, regni Rascie despotus et dominus Albanie).[16]
- "라시아, 알바니아의 왕국의 전제공" (illustris princeps, dux et despotus totius regni Rascie et Albanie), by Sigismund in 1427.[17]
- "라시아의 전제공이자 공작" (illustris Georgius despotus seu dux Rascie), by Sigismund in 1429.[18]
- "라시아와 알바니아의 군주" (Georgius Wlk Rascie Albanieque dominus), in 1429.[19]
- "세르비아의 군주이자 전제공" (gospodin Srbljem despot), by Constantine of Kostenets in 1431.[20]
- "세르비아, 포르미에, 포두나비예의 군주" (Господин Србљем и Поморију и Подунавију), in several official documents.[21]
- "세르비아와 제타 해상국의 군주" (господин Србљем и поморју зетскому).[22]
- "라시아와 알바니아의 대공이자 전제공" (illustrissimus princeps Georgius despotus regni Rascie et Albanie, Rive et totius Ussore dominus), in 1453.[19]

## 혼인과 자녀
주라지와 이레네 칸타쿠제노스는 최소 6명의 자녀를 두었다:
- 토도르 (1429년 이전 사망) : 이른 나이에 사망하여 마사렐리 필사본에서 언급 안됨
- 그르구르 (1415년–1459년). 마사렐리 필사본에서는 첫째로 언급. 부크 그르구레비치의 아버지이며, 1441년에 스테판과 함께 장님이 됨.
- 마라 (1416년–1487년). 마사렐리 필사본에서는 둘째로 언급. 오스만 제국의 무라트 2세와 혼인.
- 스테판 (1417년–1476년) : 마사렐리 필사본에서는 셋째로 언급. 1441년 뜨겁게 달군 쇠로 장님이 됨.[13] 그의 동생 라자르의 사망으로 세르비아의 계승권을 주장.
- 카타리나 (1418년–1490년) : 첼레 백작 울리히 2세와 혼인함. 마사렐리 필사본에서는 넷째로 언급.
- 라자르 (421/27년–1458년) : 마사렐리 필사본에서는 다섯 째이자 막내로 언급.

## 같이 보기
- 아라차
- 브란코비치 가
- 세르비아 전제국